# Comunitat de les Benaurances
La Comunitat de les Benaurances és una de les "noves comunitats" establertes a l'Església Catòlica després del Concili Vaticà II (1962-1965) en l'anomenat Moviment de renovació carismàtica.
Va ser fundada a França l'any 1973, i des del maig de 1975 va quedar sota l'autoritat eclesial de l'arquebisbe d'Albi al sud de França (Fundació a Cordes). Va ser reconeguda l'any 2002 per la Santa Seu com a associació de fidels. El 3 de desembre de 2008, el Pontifici Consell per als Laics va demanar a la Comunitat que canviés la seva forma canònica i passava sota l'autoritat de la Congregació per als Instituts de Vida Consagrada i les Societats de Vida Apostòlica. El 29 de juny de 2011, la Santa Seu va reconèixer la Comunitat de les Benaurances com a Associació Pública de Fidels sota l'autoritat eclesial de l'Arquebisbe de Tolosa. El 8 de desembre de 2020, la Santa Seu va reconèixer la Comunitat de les Benaurances com a Família Eclesial de Vida Consagrada de dret diocesà per la Congregació per als Instituts de Vida Consagrada (CIVCSVA). Aquesta és la primera comunitat de vida consagrada que s'erigeix sota aquest títol.
Situada en el moviment de renovació carismàtica, la seva espiritualitat és a la vegada eucarística i mariana, inspirada en la tradició carmelitana i vivint l'esperit de les Benaurances (Mateu, cap. 5). Reuneix els fidels de tots els estats de vida (famílies, solters, sacerdots i germans consagrats), que comparteixen una vocació comuna de pregària i comunió fraterna, combinant una marcada dimensió contemplativa amb nombroses activitats apostòliques i missioneres com les parròquies, hospitals, santuaris marians, centres de recessos i ajuda als pobres.
En el passat, la comunitat ha estat l'objecte de denúncies a la justícia i d'investigacions judicials per pràctiques discutibles, sobretot relacionades amb el treball voluntari. La Comunitat de les Benaurances va demandar certs diaris i autors per aquestes acusacions i va guanyar condemnes per difamació.
Un dels pastors més reconeguts d'aquesta comunitat és l'autor d'espiritualitat Jacques Philippe.